# پرتره ایدا روبینشتاین

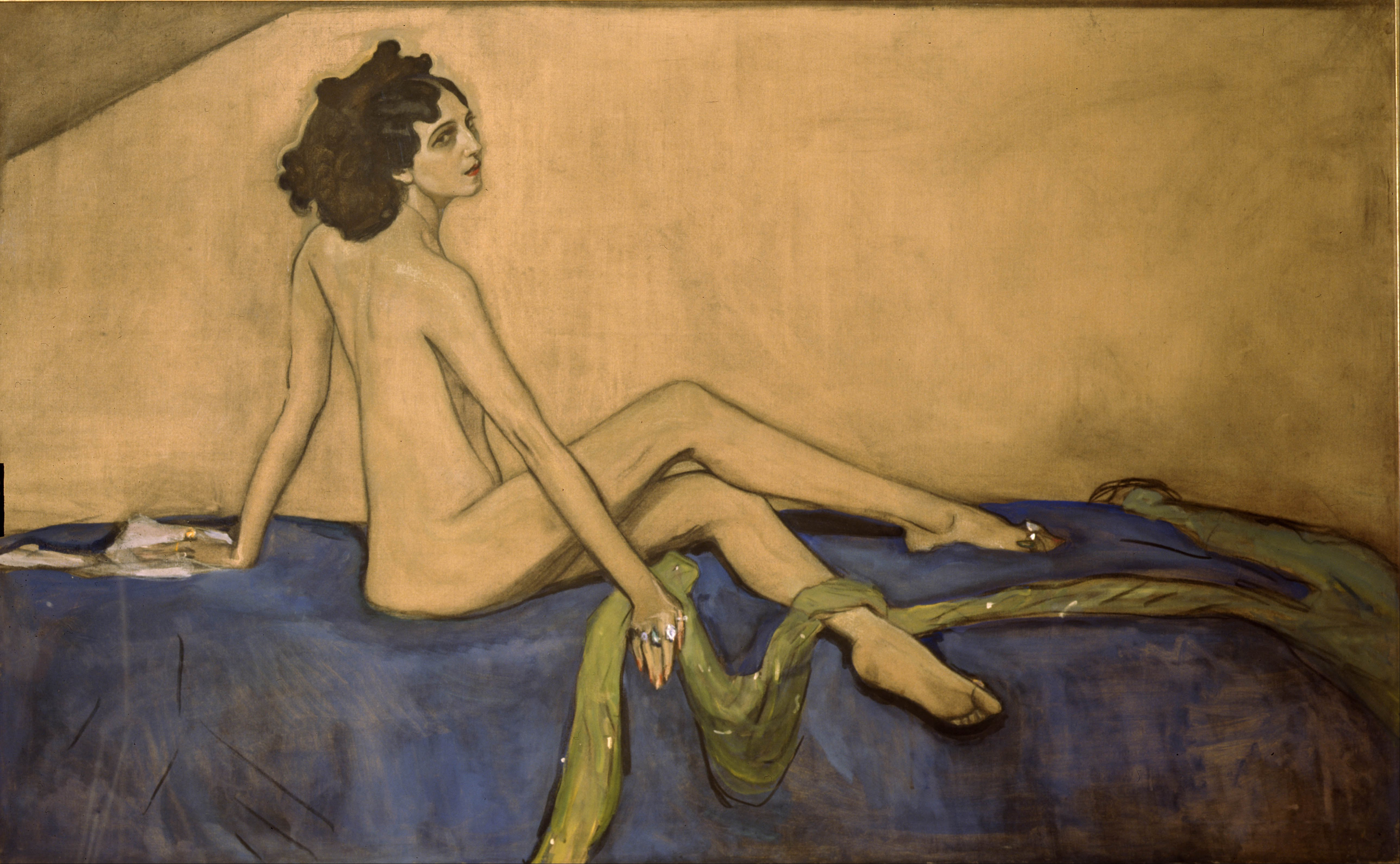
پُرترهٔ ایدا روبینشتاین در مالکیت موزهٔ دولتیِ روسیه قرار دارد.

پرترهٔ ایدا روبینشتاین (به روسی: Портрет Иды Рубинштейн)، نقاشی پُرتره‌ای است که به سال ۱۹۱۰ میلادی توسط والنتین سروف کشیده شده‌است. در این پرتره، ایدا روبینشتاین، بالریِن و بازیگر تئاتر دوران زیبا اهل روسیه را به تصویر کشیده‌است.
این تابلو اکنون در مالکیت موزه دولتی روسیه قرار دارد.
پرترهٔ ایدا روبینشتاین، الهام‌بخش موریس راول در آفرینش قطعهٔ بولِرو شد.